# Anthurium jureianum
Anthurium jureianum là một loài thực vật có hoa trong họ Ráy (Araceae). Loài này được Cath. & Olaio miêu tả khoa học đầu tiên năm 1990 publ. 1991.